# Yanda Dogon
Le yanda dogon ou yanda dom est une langue dogon parlée au Mali. Elle serait lexicalement similaire au nanga, qui n'est connu que par un seul rapport datant de 1953.

## Sources
- (en) Roger Blench, Yanda, a language of the Dogon group in Northern Mali and its affinities, Cambridge, Kay Williamson Educational Foundation, 8 juillet 2012 (lire en ligne)
- (en) Jeffrey Heath, A grammar of Yanda Dom (Dogon, Mali), 2017 (DOI 10.17617/2.2586267, hdl 2027.42/139020)